# Heinrich Diestelmeier (Politiker)
Heinrich Diestelmeier (* 10. Mai 1886 in Bad Salzuflen; † 9. Juni 1938 ebenda) war ein deutscher Politiker  (SPD).
Diestelmeier war der Sohn eines Maurers. Er besuchte die Volksschule in Bad Salzuflen und machte danach am gleichen Ort eine Schreinerlehre. Er arbeitete bis 1914 als Tischler und war dann von 1914 bis 1917 Kriegsteilnehmer und kehrte als Schwerkriegsbeschädigter heim. Von November 1917 bis zu seinem Tode war er Angestellter der staatlichen Lippischen Salinen- und Badeverwaltung in Bad Salzuflen. Diestelmeier war evangelischer Konfession und verheiratet.
1910 trat er der SPD und der Gewerkschaft bei. Seit 1913 war er Vorstandsmitglied der SPD und der Gewerkschaft in Salzuflen. Nach der Novemberrevolution war er 1918 bis 1933 unbesoldeter Stadtrat in Salzuflen. 1921 bis 1933 gehörte er dem Landtag Lippe an. Nach der Machtergreifung der Nationalsozialisten konnte er seine politische Arbeit nicht fortsetzen. Er wurde 1933 mehrere Wochen in Schutzhaft festgehalten.